# Качмар Володимир Михайлович
Качмар Володимир Михайлович — доктор історичних наук, професор кафедри новітньої історії України імені Михайла Грушевського, голова Первинної профспілкової організації працівників Львівського національного університету імені Івана Франка (2013—2019), проректор з науково-педагогічної роботи та соціальних питань і розвитку Львівського національного університету імені Івана Франка у 2019-2025 роках.

## Біографія
Народився 14 червня 1965 року у м. Рудки Самбірського району Львівської області.
У 1991 році закінчив історичний факультет Львівського національного університету імені Івана Франка. Спеціальність «історія та суспільствознавство».
З 1991 по 1999 рік директор Музею історії Львівського університету.
У 1999 році захистив кандидатську дисертацію на тему «Проблема українського університету у Львові в кінці ХІХ — на початку XX ст.: суспільно-політичний аспект» (наук. кер. — проф. Крикун М.Г.). У 1999 році асистент, а з 2000 року доцент кафедри історичного краєзнавства Львівського національного університету імені Івана Франка. З 2003 року доцент кафедри новітньої історії України. У 2004 році обраний головою профспілкової організації історичного факультету, членом президії профспілкового комітету Університету. З 2012 року член Національної спілки журналістів України.
З 2005 по 2011 рік — відповідальний секретар робочої групи з написання «Енциклопедії Львівського університету».
У 2013—2019 роках — голова Первинної профспілкової організації працівників Львівського національного університету імені Івана Франка. З 2015 року член президії Львівської обласної організації профспілки працівників освіти і науки України.
З вересня 2019  по липень 2025 рр — проректор з науково-педагогічної роботи та соціальних питань і розвитку Львівського національного університету імені Івана Франка.
У 2021 році захистив докторську дисертацію «Львівський університет у 1784–1918 роках: організаційні, освітньо-наукові та національні трансформації» (наук. конс. — проф. Сухий О.М.).
Наукові зацікавлення Качмара В.М. пов'язані з історією Львівського університету, історією українського студентства; історичним краєзнавством, новітньою історією України, національною просопографією, бібліографістикою.
Качмар В.М. автор близько 130 наукових праць, серед яких монографії, статті, рецензії, тези на національних та міжнародних наукових конференціях, навчальні посібники та інше. Член редакційних колегій багатьох наукових видань.

## Основні публікації
- За український університет у Львові. Ідея національної вищої школи у суспільно-політичному житті галицьких українців (кінець XIX – початок XX ст.) : монографія. Львів. — 1999. — С. 118.
- Історичний факультет у структурі Львівського університету: 1940 рік // Вісник Львівського університету. Серія історична. 2014. Випуск 50. – Львів: ЛНУ ім. Івана Франка, 2014. — С.418–447. – Співавт.: Я. Притула.
- Перші кафедри у Львівському університеті. 1784–1805 рр. // Історія та історики у Львівському університеті: традиції і сучасність (до 75-річчя створення Історичного факультету) : колективна монографія. – Львів : ПАІС, 2015. — С. 25–42.
- Сторінки історії Львівського університету (за матеріалами німецькомовних документів): навч.-метод.  посібник. – видання друге, перероблене і доповнене // Львів : ЛНУ імені Івана Франка, 2016. — С. 210 + 24 вкл. — Співавт.: М. Смолій.
- Новітня історія України. 1945 — 2020 рр.: навч. посібник. // Львів, ЛНУ ім. І. Франка, 2020. — С. 210. — Співавт.: К. Кондратюк.
- Львівський університет у 1784-1918 роках: організаційні, освітньо-наукові та національні трансформації : монографія (Львів : ЛНУ імені Івана Франка, 2021. - 531 + [1] с. + 24 вкл.).
- Студентська аудиторія Михайла Грушевського Львівського університету: кількісна динаміка, етнічний склад, дидактичні преференції у Каталог студентів Михайла Грушевського Львівського університету (Львів: ЛНУ імені Івана Франка, 2023, С. 358).

## Основні нагороди
- Подяка Ректора Львівського університету (2011);
- Іменний годинник Львівської обласної державної адміністрації (2014);
- Подяка Львівської обласної державної адміністрації (2014);
- Почесна грамота Львівської обласної державної адміністрації (2015);
- Нагрудний знак Центрального комітету профспілки працівників освіти і науки України «Заслужений працівник профспілки працівників освіти і науки України» (2015);
- Подяка міського голови м. Львова (2017);
- Нагрудний знак Федерації професійних спілок України «Профспілкова відзнака» (2017);
- Грамота Верховної Ради України (2019);
- Почесний знак “За соціальне партнерство” (2020);
- Подяка за співпрацю та партнерську підтримку благодійного проєкту “Безпечне місце” (2023);
- Почесна грамота Кабінету Міністрів України (2024).